# 岐阜フラッグアート展

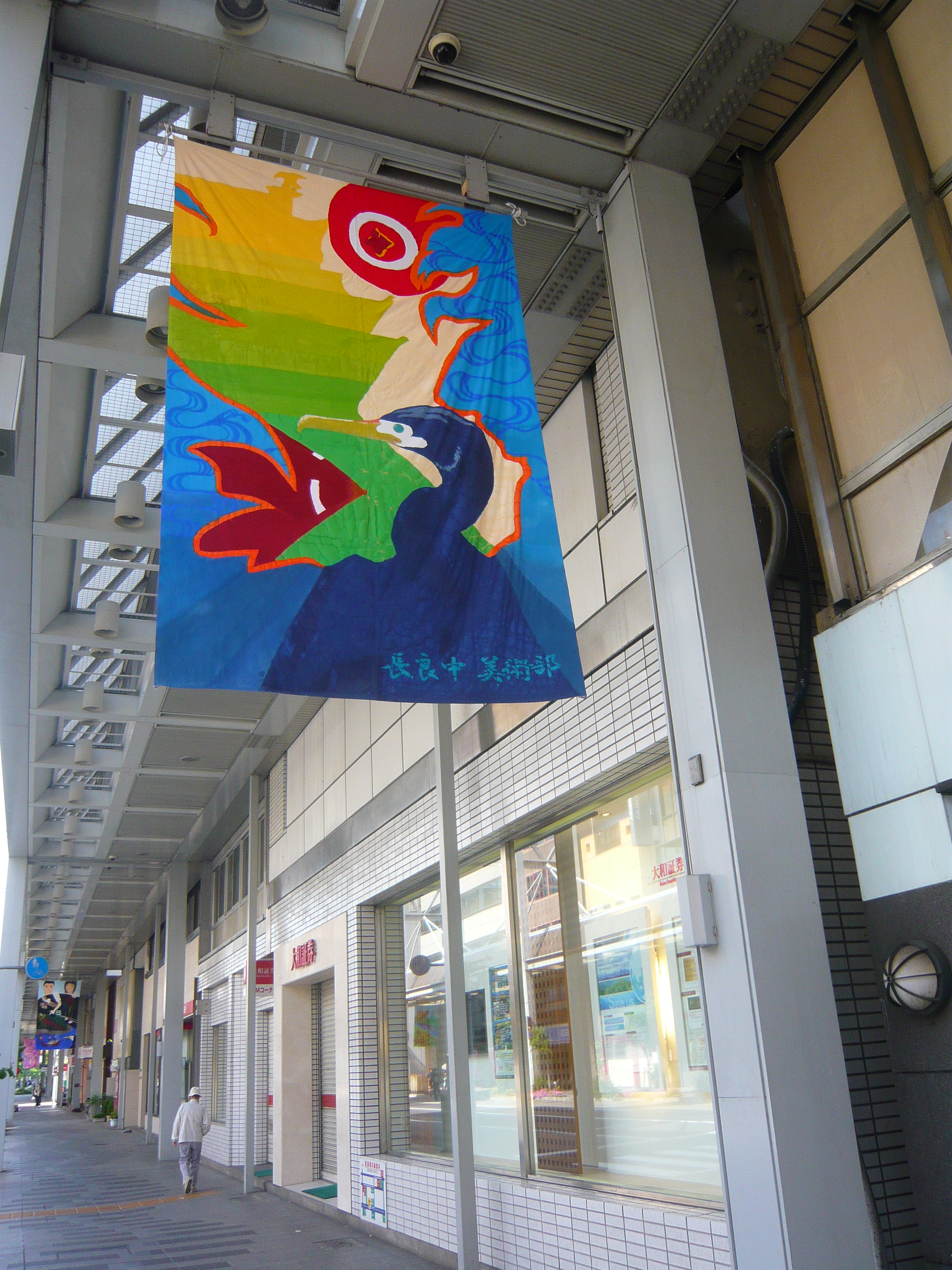
2008年子ども展より

岐阜フラッグアート展（ぎふフラッグアートてん、Flag Art Exhibition in Gifu）は、岐阜県岐阜市のJR岐阜駅から柳ヶ瀬商店街の神田町通りにおいて行われているイベントである。
縦3m、横1.8mの布に描かれた作品をアーケードにつり下げて展示するもので、総合監修を日比野克彦が行い1997年から毎年開催されている日本初のフラッグアート展で2006年には第11回「ふるさとイベント大賞」の大賞を受賞している。

## 概要
- 子ども展（春） - 岐阜市内の小中学生を対象に開催。
- メッセージ展（夏）- 地域イベント等のフラッグを掲げ岐阜を訪れる観光客に情報発信を行う。
- 公募展（秋） - 全国公募。審査委員長を日比野克彦が務める。審査は公開審査で、参加者共にアーケードを歩きながら審査を行う。

## 沿革
- 1996年 - 岐阜市の中心商店街に高さ6m、総延長2kmのアーケードが完成し、その記念イベントとして縦3m、横1.8mの布に描かれたアートが掲げられた。
- 1997年 - 第1回「岐阜フラッグアート展」が開催される。
- 2006年 - 第11回「ふるさとイベント大賞」（財団法人地域活性化センター主催、内閣府、総務省など後援）の大賞（総務大臣表彰）を受賞。（全国211の応募イベント中）

## 委員会組織
主催
- 岐阜フラッグアート展実行委員会
- 事務局：岐阜市商店街振興組合連合会内

共催
- 岐阜市商店街振興組合連合会、神田町街づくり協議会

後援
- 岐阜県、 岐阜市、 岐阜商工会議所、 岐阜新聞、岐阜放送

総合監修
- 日比野克彦

## 会場
- JR岐阜駅から柳ヶ瀬商店街の神田町通り。

## アクセス
- JR岐阜駅下車。徒歩約3分。
- 名鉄岐阜駅下車。